# Rees's Cyclopaedia

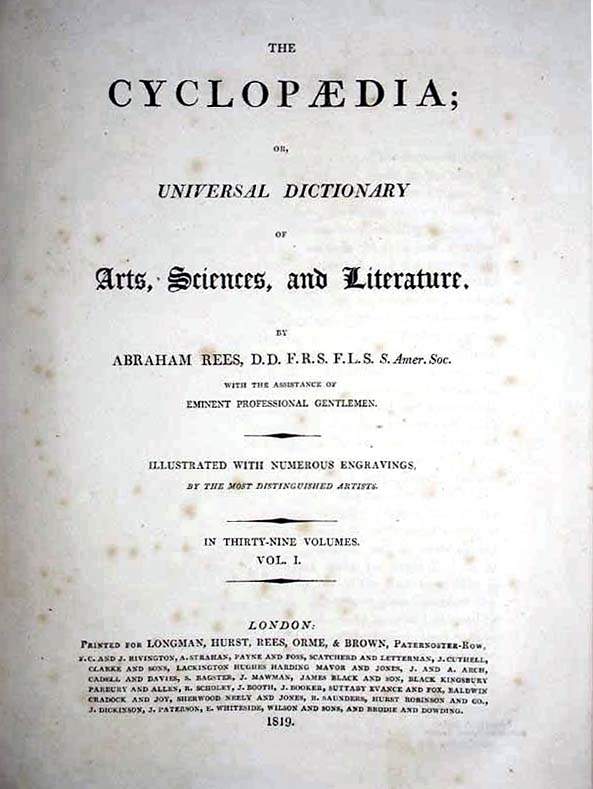
Frontíspicio da Rees's Cyclopaedia, ou The New Cyclopaedia, ou Universal Dictionary of Arts, Sciences and Literature, edição de 1819.

A Rees's Cyclopaedia, ou The New Cyclopaedia, ou ainda, Universal Dictionary of the Arts and Sciences foi uma enciclopédia britânica, editada pelo reverendo Abraham Rees (1743-1825). Ela apareceu em partes, entre janeiro de 1802 e agosto de 1820, e teve 39 volumes de texto, cinco volumes de ilustrações, e um atlas.
Ela contém por volta de 39 milhões de palavras, sendo que mais de 500 dos artigos são do tipo monografias. Uma edição estadunidense, com 42 volumes de texto e seis volumes com ilustrações foi publicado por Samuel Bradford, na  Filadélfia, entre 1806 e 1822, com material estadunidense adicional.
Ela foi escrita por cem contribuidores, e muitos deles eram não-conformistas. Eles eram especialistas em seus campos, cobrindo artes e humanidades, agricultura, ciência, tecnologia e medicina. As ilustrações eram particularmente bem feitas, criadas por artistas como John Farey, Jr. e o gravador Wilson Lowry.
Na época de sua publicação, a Rees's Cyclopaedia foi tachada de subversiva, porém ela é importante ainda nos dias atuais pelas informações que contém, particularmente sobre ciência e tecnologia daquela época.